# SHW Casting Technologies
Die SHW Casting Technologies GmbH & Co. KG war ein deutsches Unternehmen mit Sitz in Aalen-Wasseralfingen. Die Firma entstand aus dem Gießerei-Segment der ehemaligen Schwäbischen Hüttenwerke. Neben der Herstellung von Großmotorengehäusen und Walzen insbesondere für die Papierindustrie, wurden auch Komponenten für die Energieerzeugung gefertigt. Am 1. Oktober 2017 wurde über das Vermögen der Kommanditgesellschaft das Insolvenzverfahren eröffnet. Es war die dritte in fünf Jahren und dieses Mal führte sie zu ihrer Liquidierung. Lediglich am Standort Königsbronn werden seit April die dortigen Aktivitäten – insbesondere die Walzenfertigung – durch die Hüttenwerke Königsbronn GmbH fortgeführt.

## Geschichte der Werke

### Königsbronn

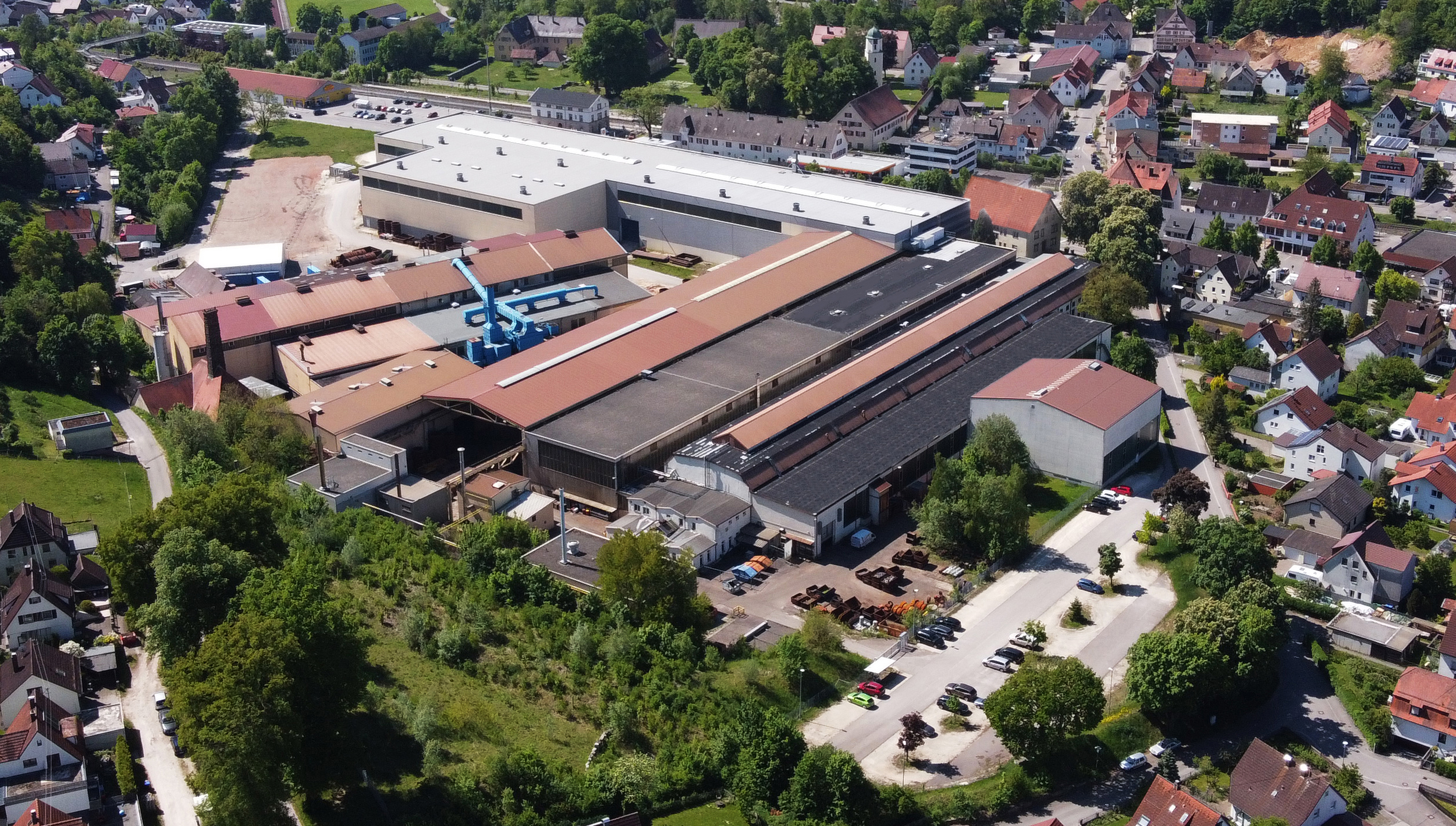
Werk Königsbronn

Das Werk Königsbronn geht im Ursprung auf eine Urkunde Kaiser Karls IV. aus dem Jahre 1365 zurück, in der dem Grafen Ulrich d. J. von Helfenstein das Lehen auf „alles eysenwerk “in dessen Herrschaftsgebiet erteilt wird, verbunden mit dem Recht Mühlen und Hämmer an Brenz und Kocher anzulegen. Ein Jahr später wurde dies wieder eingeschränkt, indem Karl dieses Privileg für den Zahnberg bei Königsbronn dem dortigen Zisterzienserkloster bestätigt, das auf ein älteres Recht gepocht hatte. Die Zisterziensermönche waren es dann auch, die in der Folge eine vor-industrielle Eisenbearbeitung und später -gewinnung aufgezogen haben. Ist dies auch erst in der zweiten Hälfte des 15. Jahrhunderts erfolgt, so lässt sich die Praktizierung dieser Technologien im Brenztal viel früher nachweisen. Daher rührt der Anspruch des Werkes der älteste Industriebetrieb in Deutschland zu sein.
In 1557 führte Herzog Christoph von Württemberg alle Hütten seines Herrschaftsgebietes zusammen. 1582 wurden die „Eisenwerke“ in Königsbronn und Itzelberg an die Brenztaler Werke verpachtet. Im Jahr 1598 zahlte Herzog Friedrich I. seine Mitgesellschafter aus. Damit wurden alle Hütten im Brenz- und Kochertal in herzoglichem Besitz und unter einheitlicher Leitung zusammengeführt.
Der erste Kokillenguss ist auf das Jahr 1665 datiert. In Kokillen gegossene Walzen werden in Königsbronn seit 1832 gefertigt, nur drei Jahre später wurde die erste Papierkalanderwalze ausgeliefert. Seither hat sich das Königsbronner Werk auf dieses Produkt spezialisiert. Mehr als 75 000 Walzen wurden seit 1835 im Kokillenguss produziert.

### Wasseralfingen

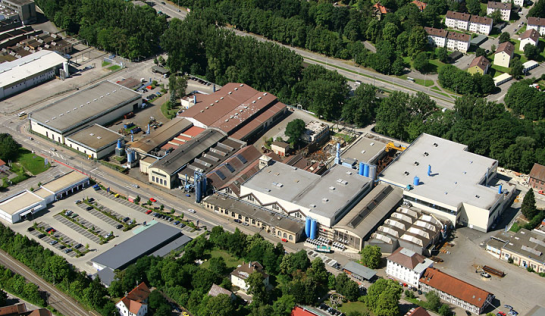
Werk Wasseralfingen

Im Jahre 1671 entstand am Fuße des Braunenberges wegen des dortigen Erzreichtums der Hochofen in Wasseralfingen. Im folgenden Jahrhundert waren in Wasseralfingen bis zu 2.000 Menschen in der Hüttenindustrie beschäftigt. 1803 fiel das Schmelzwerk Wasseralfingen durch Säkularisation der fürstpröbstlich-ellwangerischen Gebiete an den württembergischen Staat. Drei Jahre später übernahm das württembergische Königshaus die Eisenwerke, die fortan den Titel „Königlich württembergische Hüttenwerke“ trugen. Davon ist auch die Krone auf dem Logo der SHW Casting Technologies GmbH abgeleitet. 1841 wurde in Wasseralfingen die erste Dampfmaschine aufgestellt, 1876 folgte die erste Grubenbahn im Land. Bedeutende Bauwerke, wie der Stuttgarter Pavillon am Schlossplatz, wurden in Wasseralfingen gefertigt.
Im Jahre 1921 stieg die Gutehoffnungshütte, die spätere MAN AG mit 50 % bei den königlich württembergischen Hüttenwerken ein, diese wurden in Schwäbische Hüttenwerke umbenannt. Bis 2005 hielten MAN und die Landesstiftung Baden-Württemberg je 50 % der Firmenanteile.

## Zusammenlegung der Werke und Insolvenz
2002 wurde die SHW Casting Technologies GmbH gegründet, die die traditionsreichen Gießereien Königsbronn und Wasseralfingen sowie ein Werk in Torrington (USA) umfasste. 2005 kam es zu einem Management-Buy-Out, ein Jahr später wurden die Heidenheimer Gießerei und die Caterpillar Gießerei in Kiel erworben.
Die SHW Casting Technologies GmbH musste im April 2013 Insolvenz anmelden. Im Zuge der Insolvenz ging die Gießerei in Kiel im August 2013 an ihren vorherigen Eigentümer Caterpillar zurück, die Heidenheimer Gießerei wurde zum Jahresende 2013 geschlossen. Im Juli 2015 wurde die SHW Casting Technologies in eine GmbH & Co. KG umgewandelt und gehörte seitdem der Restart GmbH & Co. KG aus Bad Kreuznach. Das 2013 eröffnete Insolvenzverfahren wurde somit beendet. Die Produktion wurde in den Werken Wasseralfingen und Königsbronn fortgesetzt. Das Werk in Torrington wurde Mitte 2016 verkauft.
Am 1. Oktober 2017 hat das Amtsgericht Aalen erneut das Insolvenzverfahren über die Gesellschaft eröffnet. In den ersten zwei Monaten nach Eröffnung des Insolvenzverfahrens konnte noch kein Investor gefunden werden, so dass bislang kein Insolvenzplan zur Abstimmung vorgelegt wurde. Im Mai 2018 wurde bekannt, dass die Rheinische Mittelstandsbeteiligungs GmbH (RMB) aus Meerbusch in Nordrhein-Westfalen den Geschäftsbetrieb und die Immobilie des Unternehmens in Königsbronn übernimmt. Anfang Dezember trat die RMB vom Kaufvertrag zurück, da sie selber mit wirtschaftlichen Problemen zu kämpfen hatte. Am 17. Dezember 2018 wurde daraufhin der dritte Insolvenzantrag gestellt. Am 8. Februar 2019 verkündete der Insolvenzverwalter das voraussichtliche Aus, der offizielle Beschluss des Gläubigerausschusses über die Betriebsstilllegung wurde drei Tage später gefasst. Am 23. April 2019 wurden die SHW HPCT durch die neu gegründete Hüttenwerke Königsbronn GmbH übernommen. Nach 7 Wochen Betriebsstilllegung konnte die Arbeit mit reduzierter Belegschaft wiederaufgenommen werden.